# Subclavius
Subclaviuser en lille triangulær muskel, placeret mellem kravebenet og det første ribben. Sammen med pectoralis major og pectoralis minor, danner subclavius den anteriore væg i armhulen.